# Plemyriopsis distincta
Plemyriopsis distincta là một loài bướm đêm trong họ Geometridae.